# Sénezergues
Sénezergues är en kommun i departementet Cantal i regionen Auvergne-Rhône-Alpes i mitten av Frankrike. Kommunen ligger  i kantonen Montsalvy som ligger i arrondissementet Aurillac. År 2022 hade Sénezergues 209 invånare.

## Befolkningsutveckling
Antalet invånare i kommunen Sénezergues
Referens:INSEE